# Luigi Allemandi
Luigi Allemandi (ur. 18 listopada 1903 w San Damiano Macra, zm. 25 września 1978 w Pietra Ligure) – włoski piłkarz, obrońca, reprezentant kraju. Mistrz świata z 1934.
Karierę zawodniczą rozpoczął w 1921 roku w AC Legnano. Potem reprezentował barwy klubów: Juventus F.C., Inter Mediolan, AS Roma, SSC Venezia. Karierę piłkarską kończył w S.S. Lazio w sezonie 1938/39.